# 瓶詰

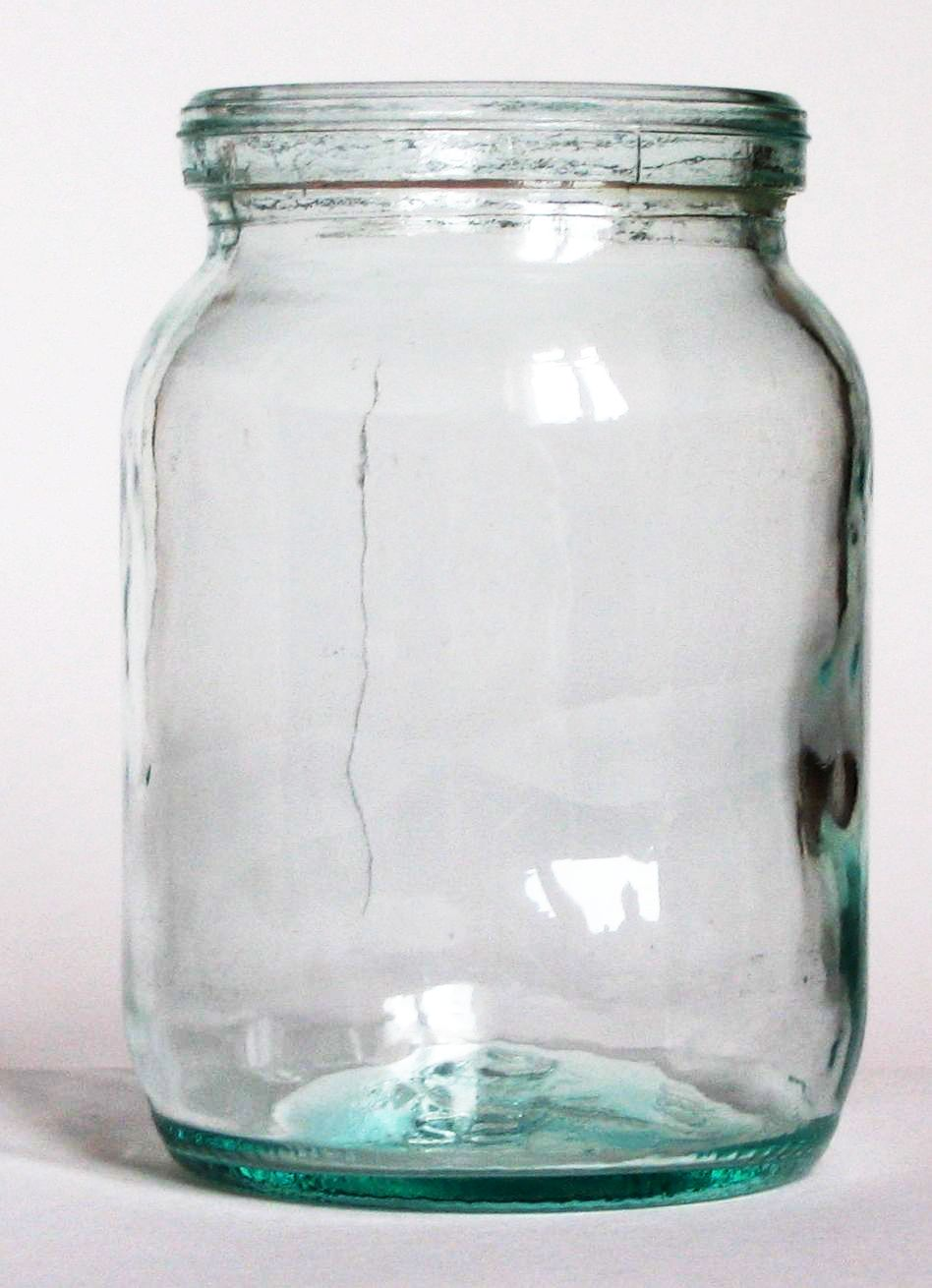
瓶詰に使われるガラス容器

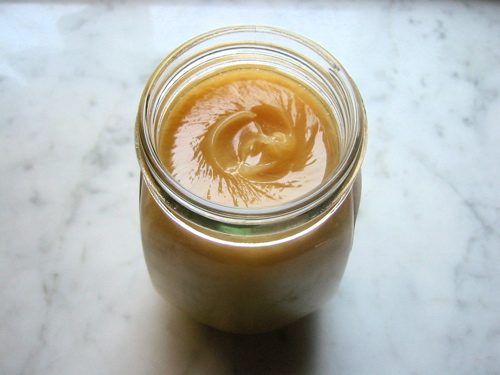
蜂蜜の瓶詰

瓶詰（びんづめ）とは、野菜や果物などの食品を、塩水、酢、油、酒等による調味液とともにガラス等を材質とする容器に封入したもの。もしくはそれを詰める行為のこと。
基本的に瓶詰めに用いられる容器（瓶）の形は円柱形で、液体を入れる種類の瓶よりも高さが低い。形は四角柱など角柱の場合もある。中に液体を入れる瓶とは異なり食品を封入するため、封入しやすく、そして中身を取り出しやすいように口が大きい。現在見られる瓶詰めでは、密閉する蓋を取り付ける必要から、容器の部分がどんな形をしていても、口の部分は円形である。これは蓋をねじによって固定したり、あるいはコルクなど円柱の蓋をねじ込む際にも便利なためである。
後述するように保存性を高める上で低温殺菌など腐敗を防止することも行われるが、その方法がとられる以前より塩蔵や糖蔵、酢の利用など雑菌の繁殖と腐敗を抑えるための方法が経験的に取り入れられており、その類型は様々に存在している。

## 歴史
食品を密閉容器に保存することは古くから行われており、酸に強いガラス容器の使用も、16世紀のヨーロッパでは知られていた。
19世紀、ナポレオンの軍用食保存技術の公募に応じたアペールによって、瓶詰を湯煎して食品を長期保存する方法が発明された。この方法は、金属容器を使う缶詰のルーツでもある。
瓶詰が使われるようになった当初はコルク栓であり、その上から蝋を垂らして密封していた。後にねじ式の蓋が開発され、瓶詰の蓋の主流となっている。ただし、現在でもコルク栓を使った瓶詰はある。
こういった保存食の発生は、食料を安定的かつ安全に供給するためのものである。しかし、液体に固体を漬け込むことで起こる状態変化は様々に利用され、単に保存性を高めるだけではなく、元の素材にはない風味を生み出すためにも使われている。
軍用・携帯用としては、瓶詰は重くて割れやすいので缶詰に取って代わられた。しかし、家庭用としては、再度蓋ができ、中身が見えること、空いた瓶を転用できることなどから現在も広く用いられている。従来のガラス瓶に代わり、軽量で割れにくいプラスチック製の容器が用いられる事もある。

## 主な瓶詰製品
- 粘り気のあるもの - ジャム、水飴、蜂蜜など
- 漬物
- 海苔の佃煮や塩辛などの珍味
- マヨネーズ